# Долина (Ивано-Франковский район)
Доли́на (укр. Долина) — село в Олешанской сельской общине Ивано-Франковского района Ивано-Франковской области Украины.
Население по переписи 2001 года составляло 623 человека. Занимает площадь 14,626 км². Почтовый индекс — 78024. Телефонный код — 03479.

## История
Первое письменное упоминание под 1489 г.
В 1649 году жители села совершили набег на Палагицкий замок шляхтича Селецкого.

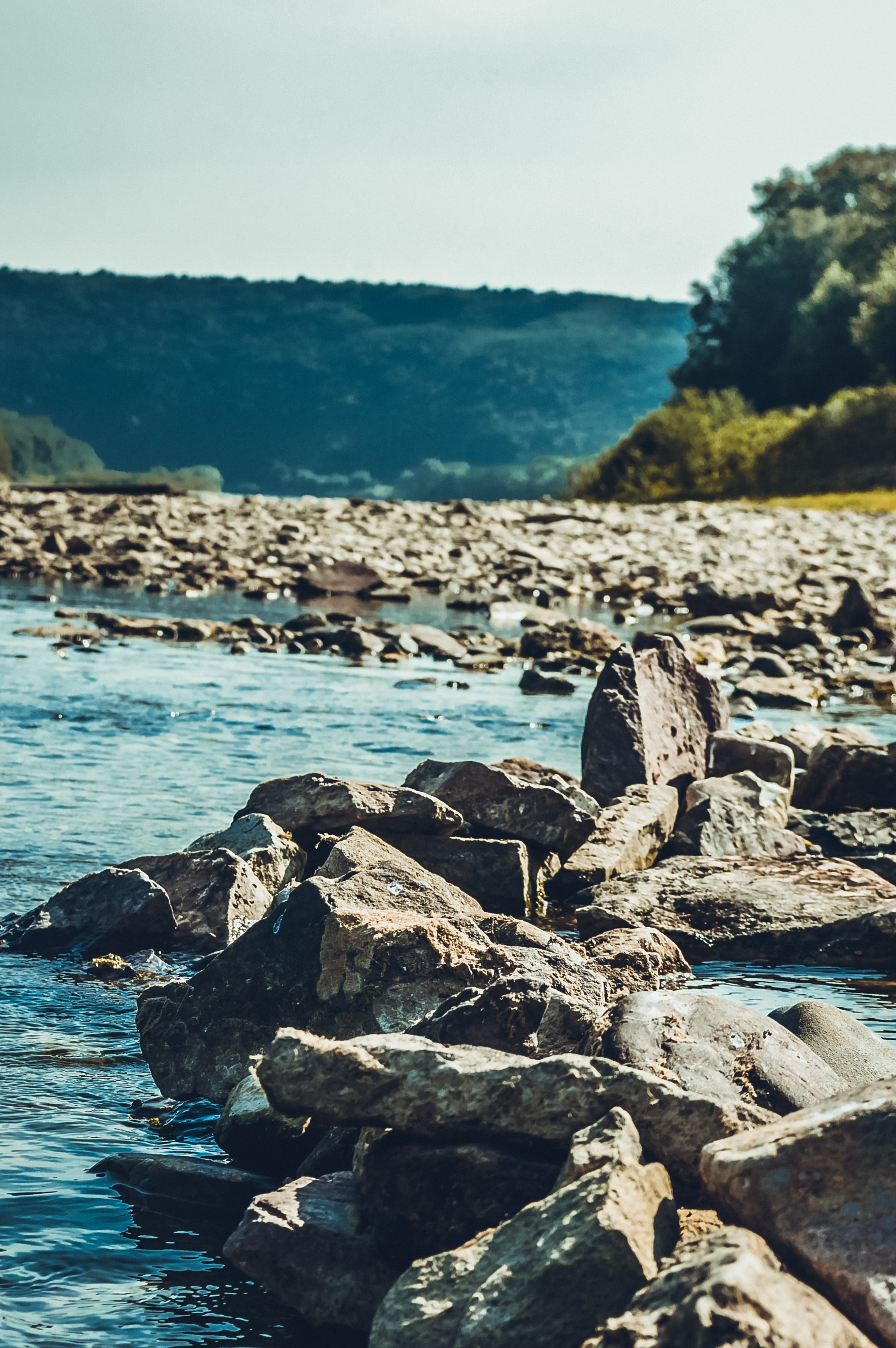
Долинянский заповедник

В селе находится Долинянский заповедник.

## Религия
С 1934 по 1939 год село было включено в Олешанскую гмину. По состоянию на 1939 год в село проживало: 1550 греко-католиков,100 римо-католиков и 20 иудеев. 
- Церковь Покровы Пресвятой Богородицы (1882 г.) церковь принадлежит у ПЦУ настоятель о.Михаил Куцук

## Известные люди
- Бринский Михаил Федорович (1883-1957) советский скульптор, лично знаком с Лениным ему принадлежат первые скульптуры Ленина на западноукраинских землях[1]
- Босацкий Владимир Михайлович (1936-2005) советский и украинский доктор, Основатель и первый директор Прикарпатского центра репродукции человека
- Шкварчук Владимир Михайлович (1940-2015) советский и украинский писатель

## Памятки
- Музей имени Михаила Бринского в нем находятся все произведения и личные вещи скульптора
- В селе установили памятник Василию Бринскому участнику ОУН и УПА[3]
- Церковь Покровы Пресвятой Богородицы (1882 г.)[4]
- Памятник солдатам 1-й Украинской Дивизии УНА и УПА
- Долинянский заповедник

## Археология
- в районе селения Кременная найдено предметы эпохи позднего палеолита